# Eotetranychus portaureus
Eotetranychus portaureus är en spindeldjursart som beskrevs av Meyer 1974. Eotetranychus portaureus ingår i släktet Eotetranychus och familjen Tetranychidae. Inga underarter finns listade i Catalogue of Life.